# Autoroute A77 (Pays-Bas)
Pour les articles homonymes, voir A77.
L'autoroute A77 (en néerlandais : Rijksweg 77) est une autoroute des Pays-Bas. Longue de 10 km, elle relie Boxmeer à la frontière avec l'Allemagne.

## Les villes importantes
- Boxmeer
- Gennep